# أدولف غاستون يوجين فيك
أدولف غاستون يوجين فيك (بالألمانية: Adolf Gaston Eugen Fick) هو طبيب عيون ألماني، ولد في 22 فبراير 1852 في ماربورغ في ألمانيا، وتوفي في 11 فبراير 1937 في هيرشينغ في ألمانيا.